# Heidi (film, 2015)
A Heidi 2015-ben bemutatott német–svájci film, amelyet Alain Gsponer rendezett.
A forgatókönyvet Petra Biondina Volpe írta. A producerei Jakob Claussen, Lukas Hobi, Ulrike Putz és Reto Schärli. A főszerepekben Bruno Ganz, Anuk Steffen, Katharina Schüttler,, Quirin Agrippi és Isabelle Ottmann láthatók. A film zeneszerzője Niki Reiser. A film gyártója a StudioCanal, forgalmazója a StudioCanal. Műfaja kalandfilm.
Németországban 2015. december 10-én mutatták be a mozikban.

## Cselekmény
Az elárvult Heidit a nagynénje neveli, ám amikor munkát kap, az Alpokban élő nagyapjához viszi. A kislányt lenyűgözi a vidék. Kedvességével meghódítja mogorva nagyapját, és hamar barátra is lel a szomszéd fiúban. Ám újra megjelenik a néni, és magával viszi társalkodónőnek egy beteg városi kislány mellé.

## Szereplők
| Szereplő                                                               | Színész             | Magyar hang      |
| ---------------------------------------------------------------------- | ------------------- | ---------------- |
| Heidi                                                                  | Anuk Steffen        | Gyarmati Laura   |
| Nagyapó                                                                | Bruno Ganz          | Barbinek Péter   |
| Rottenmeier kisasszony                                                 | Katharina Schüttler | Solecki Janka    |
| Peter                                                                  | Quirin Agrippi      | Ács Balázs       |
| Klara                                                                  | Isabelle Ottmann    | Vida Sára        |
| Dete                                                                   | Anna Schinz         | Roatis Andrea    |
| Sebastian                                                              | Peter Lohmeyer      | Galbenisz Tomasz |
| Tinette                                                                | Jella Haase         | Berkes Boglárka  |
| Sesemann nagymama                                                      | Hannelore Hoger     | Halász Aranka    |
| Sesemann úr                                                            | Maxim Mehmet        | Holl Nándor      |
| További magyar hangok                                                  |                     |                  |
| Albert Gábor, Bodrogi Attila, Gardi Tamás, Kassai Ilona, Téglás Judit, |                     |                  |